# ماكنزي سكوت
ماكنزي سكوت (بالإنجليزية: MacKenzie Scott)، سابقا ماكنزي بيزوس (بالإنجليزية: Mackenzie Bezos) (ولدت 7 إبريل 1970) روائية أمريكية وفاعلة خير. اعتبارا من ديسمبر 2022، تبلغ ثروتها الصافية 27 مليار دولار أمريكي، بسبب حصة 4٪ في أمازون، الشركة التي أسسها زوجها السابق جيف بيزوس. على هذا النحو، سكوت هي ثالث أغنى امرأة في الولايات المتحدة وأغنى 35 فردا في العالم. تم اختيار سكوت كواحدة من أقوى النساء في العالم من قبل فوربس في عام 2021، وواحدة من أكثر 100 شخصية مؤثرة في مجلة تايم لعام 2020.

## السيرة الذاتية

### النشأة والتعليم
ولدت ماكنزي 7 إبريل 1970 في سان فرانسيسكو، كاليفورنيا لأب يعمل مدير مالي وأم ربة منزل.
في عام 1988، تخرجت بيزوس من مدرسة هاتش كيس في كونيتيكت،
لتلتحق بجامعة برنستون وتحصل على درجة البكالوريس بمرتبة الشرف في الأدب الإنجليزي في عام 1992. تدربت بيزوس في مكتب الروائية الحاصلة على جائزة نوبل في الأدب عام 1993 توني موريسون والتي قالت عنها «دائما ما اعتبرت بيزوس من أنجب الطالبات وأكثرهن إبداعا في حصص الكتابة».
بالرغم من أنها وزوجها رجل الأعمال الشهير والرئيس التنفيذي لشركة أماوزن جيف بيزوس التحقا بنفس الجامعة إلا أنهم لم يلتقيا مرة واحدة طوال فترة الجامعة وكان أول لقاء بينهما عندما انتقلا للعيش في نيويورك.

### الحياة الشخصية
في عام 1992، عملت ماكنزي عند جيف بيزوس في الصندوق التحوطي التابع لديفيد شو في نيويورك. تزوج الثنائي في عام 1993 وإنتقلوا للعيش في سياتل، واشنطن في عام 1994. رزق الثنائي بأربع أطفال.
في عام 2012، تبرع الثنائي بمبلغ 2.5 مليون دولار لحملة تدعم حقوق المثليين في الزواج داخل واشنطن.
في نوفمبر 2013، كتبت بيزوس 922 كلمة على موقع أمازون دوت كوم عن كتاب «متجر لكل شيء: جيف بيزوس وعصر الأمازون» الذي نشرته مجلة بلومبرج بيزنيس ويك للصحفي براد ستون معطية الكتاب نجمة واحدة كتقييم معلقة بالتالي:
«الكتاب به العديد من الأشياء غير الدقيقة، ولم يستطع وصف المتجر الأكبر والأكثر انتشارا في العالم».
في عام 2014، أسست بيزوس منظمتها ضد التنمر باسم ثورة المارة شغلت فيها منصب المدير التنفيذي.

## الجوائز
- جائزة الكتاب الأمريكي عام 2006.[25]

## الأعمال
- اختبار لوثر عام 2005.[26]
- الفخاخ في عام 2013.[27]

## وصلات خارجية
- نبذة عن حياة ماكنزي بيزوس
- تقرير صحيفة سياتل عن ماكنزي بيزوس.
- مناقشة بيزوس لروايتها الأولى وحبها لضحكة زوجها.
- تعليق ماكنزي على كتاب متجر كل شيء
- عائلة جيف ببيزوس